# Kilisa
Kilisa – wieś w Armenii, w prowincji Lorri. W 2011 roku liczyła 9 mieszkańców.